# Sydostleden
Sydostleden är en cykelled i Småland, Blekinge och Skåne.
Sydostleden består av 7 etapper och totalt 274 km cykelled. Cykelleden sträcker sig från Växjö till Simrishamn. 
Sydostledens etapper:
- Växjö-Tingsryd
- Tingsryd-Fridafors
- Fridafors-Karlshamn
- Karlshamn-Sölvesborg
- Sölvesborg-Kristianstad
- Kristianstad-Brösarp
- Brösarp-Simrishamn

Sydostleden är Sveriges tredje nationellt klassade turismcykelled och invigdes 2016. Trafikverket har tagit fram ett dokument för nationella cykelleder som ligger till grund för Sydostledens utformning.